# Carli
Carli je priimek v Sloveniji, ki ga je po podatkih Statističnega urada Republike Slovenije na dan 1. januarja 2011 uporabljalo 854 oseb.

## Znani nosilci priimka
- Alina Carli, zamejska kulturna delavka, urednica revije Galeb
- Alojzij Carli (1846—1891), duhovnik, prevajalec in pisatelj
- Atilij Carli (Kralj) (1929—2008), slikar, pesnik
- Gian Rinaldo Carli (1720—1795), it. književnik, ekonomist, zgodovinar, enciklopedist [polihistor]
- Ivan Carli (1851—1911), organist, cerkveni glasbenik, zborovodja, skladatelj
- Srečko Carli (1852—1878), učitelj, zborovodja, skladatelj
- Tullio Carli (pravilno Crali /Zarli?) (1910—?), slikar v zamejstvu